# دایملر ال۱۱
دایملر ال۱۱ (به انگلیسی: Daimler L11) یک هواپیمای ساختِ کارخانهٔ دایملر-موتورن-گیزلشافت در کشور آلمان است. این هواپیما برای نخستین بار در ۸ نوامبر ۱۹۱۸ میلادی مورد استفاده قرار گرفت.